# Clusiosoma macalpinei
Clusiosoma macalpinei är en tvåvingeart som beskrevs av Permkam och Albany Hancock 1995. Clusiosoma macalpinei ingår i släktet Clusiosoma och familjen borrflugor. Inga underarter finns listade i Catalogue of Life.